# Arturo Llopis
Arturo Jesús Llopis Carbonell (Silla, 25 gennaio 1971) è un ex cestista spagnolo.

## Palmarès
- Campionato spagnolo: 1

Barcellona: 1989-1990
- Liga catalana: 1

Barcellona: 1989